# يوكي موراماتسو
يوكي موراماتسو (باليابانية: 村松 優輝) (27 أغسطس 1977 في شيزوكا في اليابان – )؛ هو لاعب كرة قدم سابق كان يلعب كحارس مرمى.